# Liste der Biografien/Mev
Liste der Biografien |
Portal Biografien |
Personensuche
# |
A |
B |
C |
D |
E |
F |
G |
H |
I |
J |
K |
L |
M |
N |
O |
P |
Q |
R |
S |
T |
U |
V |
W |
X |
Y |
Z |
?
 
Ma |
Mb |
Mc |
Md |
Me |
Mf |
Mg |
Mh |
Mi |
Mj |
Mk |
Ml |
Mm |
Mn |
Mo |
Mp |
Mq |
Mr |
Ms |
Mt |
Mu |
Mv |
Mw |
Mx |
My |
Mz
 
Mea–Mee |
Mef |
Meg |
Meh |
Mei |
Mej |
Mek |
Mel |
Mem |
Men |
Meo |
Mep |
Mer |
Mes |
Met |
Meu |
Mev |
Mew |
Mex |
Mey |
Mez
Die Liste der Biografien führt alle Personen auf, die in der deutschsprachigen Wikipedia einen Artikel haben. Dieses ist eine Teilliste mit 27 Einträgen von Personen, deren Namen mit den Buchstaben „Mev“ beginnt.

## Mev

### Meve
- Meven, Peter (1929–2003), deutscher Opern- und Konzertsänger (Bass)
- Mever, Piet van (1899–1985), niederländischer Komponist und Dirigent
- Mevert, Friedrich (* 1936), deutscher Sportfunktionär und Sporthistoriker
- Meves, Christa (* 1925), deutsche Kinder- und Jugendpsychotherapeutin und Autorin
- Meves, Friedrich Wilhelm (1814–1891), deutscher Ornithologe
- Meves, Karl Oskar (1828–1898), deutscher Reichsgerichtsrat
- Meves, Karl-Ulrich (1928–2025), deutscher Schauspieler und Synchronsprecher
- Meves, Uwe (* 1944), deutscher Germanist, Sprachwissenschaftler und Hochschullehrer
- Meves, Wilhelm (1848–1908), deutscher Schauspieler

### Mevi
- Mevissen, Alfred (* 1958), deutscher Bildhauer
- Mevissen, Annemarie (1914–2006), deutsche Politikerin (SPD), MdBB
- Mevissen, Gerhard (* 1956), deutscher Künstler
- Mevissen, Gustav von (1815–1899), deutscher Politiker und Unternehmer
- Mevissen, Katharina (* 1991), deutsche Schriftstellerin
- Mevissen, Mathilde von (1848–1924), deutsche Frauenrechtlerin
- Mevissen, Werner (1911–1978), deutscher Bibliotheksdirektor
- Mevius Capriolus, Marcus, römischer Offizier (Kaiserzeit)
- Mevius, David (1609–1670), deutscher Jurist
- Mevius, Elisa (* 2004), deutsche BasketballspielerinElisa Mevius (* 2004)

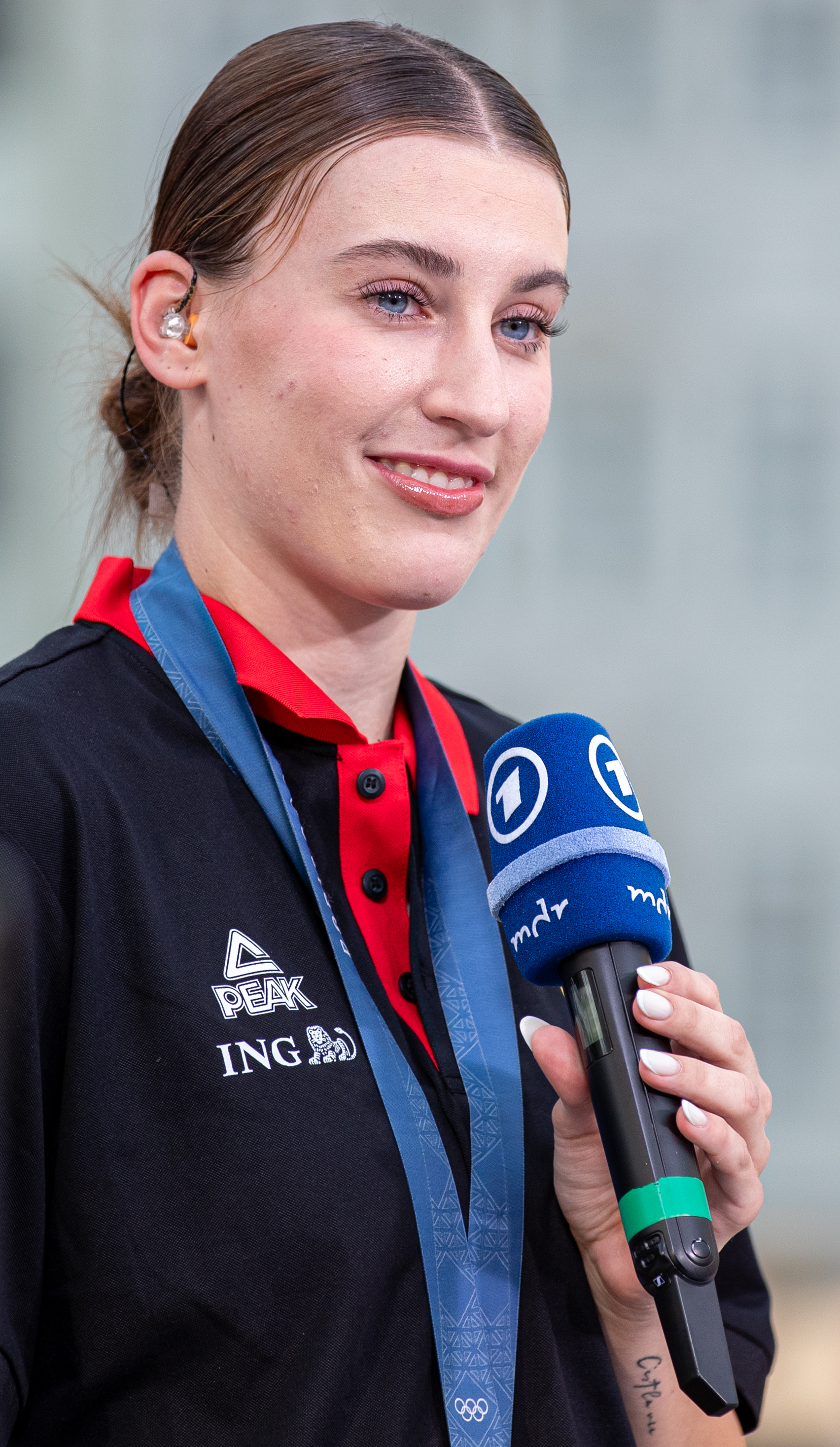
Elisa Mevius (* 2004)

- Mevius, Friedrich (1576–1636), deutscher Jurist und Hochschullehrer
- Mevius, Hermann (1820–1864), deutscher Landschaftsmaler und Marinemaler der Düsseldorfer Schule
- Mevius, Thomas (1524–1580), deutscher Jurist und Hochschullehrer
- Mevius, Walter (1893–1975), deutscher Biologe und Hochschullehrer

### Mevl
- Mevlan Civelek, Nuriye Ulviye (1893–1964), türkische Journalistin und Frauenrechtlerin
- Mevlja, Miha (* 1990), slowenischer Fußballspieler

### Mevo
- Mevong, Marlene (* 1990), äquatorialguineische Leichtathletin
- Mevoungou, Patrick (* 1986), kamerunischer Fußballspieler